# Ngchesar
Ngchesar ist ein administrativer „Staat“ (eine Verwaltungseinheit) der pazifischen Inselrepublik Palau. Das 38 km² große Gebiet mit den Dörfern (hamlets) Ngeruikl, Ngeraus, dem Hauptort Ngchesar Hamlet, Ngerkesou, Ngerngesang und Ngersuul liegt im Osten der Hauptinsel Babeldaob. Im Jahr 2020 lebten dort 319 Menschen.